# 機器俠
《機器俠》（英語：Kung Fu Cyborg）是一部於2009年上映的華語科幻動作片，此電影為中港合作出品，由劉鎮偉擔任執導，以及由胡軍、孫儷、方力申、鄭中基、吳京等擔任演出，此電影主要在中國大陸取景拍攝。

## 故事大綱
西元2046年。高科技正不斷改變人類的習慣，同時也更新著人類的欲望。於是，為人類服務的機器人應運而生。
第一代人工智慧機器人，代號K-1(方力申飾)，在天安科研局的秘密研製下橫空出世，目的是為代替員警執行危機任務，以保障執法人員的安全。為了測試性能，局長林祥(曾志偉飾)決定派它到一個偏遠的小鎮實習，並由當地的員警隊長徐大春(胡軍飾)秘密監管。
K-1以"德明"的身份加入警局，立刻大顯神通，成為破案神手。由於體內有完美的社交程式，德明很快就成了小鎮上的人氣偶像，而女警素梅(孫儷飾)也對他芳心暗許，讓一直暗戀素梅的大春鬱悶不已。大春看不起德明只是個機器，二"人"明爭暗鬥，笑話百出。
德明與大春受命追擊智慧系統出現偏差的機器人K-88（吳京飾），一番上天入地、七十二變的高科技機器人大戰後，K-88道出他叛逃的原因是"要自由、不想永遠做一部機器"，認為"上帝造人，人製造機器人；人能懷疑上帝，機器人為什麼不能懷疑人？" 並痛斥德明為 "電子奴隸"。大春深受震撼。為保護德明，也為維護人類的尊嚴，大春奮不顧身的撲向K-88......
素梅向德明表白卻得不到正面回應，傷心不已，殊不知，她的愛正將德明一步步逼向兩難絕境。同時，受命清理叛徒的機器殺手們，也正陸續向小鎮湧來，一時間殺機四伏......

## 演員
| 演員   | 角色                        |
| 胡 軍  | 徐大春 （粵語配音：錢嘉樂） |
| 孫 儷  | 周素梅（粵語配音：鄧麗欣）  |
| 方力申 | K-1 / 德明                  |
| 甘 薇  | 周素清（粵語配音：梅小惠）  |
| 鄭中基 | 小江                        |
| 吳 京  | K-88（粵語配音：朱柏康）    |
| 曾志偉 | 林祥                        |
| 羅家英 | 英明                        |
| 李健仁 | 如花                        |

## 電影歌曲
| 曲別   | 歌名                     | 作曲           | 作詞   | 編曲                                | 監製   | 演唱         |
| ------ | ------------------------ | -------------- | ------ | ----------------------------------- | ------ | ------------ |
| 主題曲 | 《還我一個角色》（國語） | 鄭中基、鄧建明 | 陳少琪 | 鄧建明、舒文、黃仲賢、Donald Ashley | 鄧建明 | 鄭中基       |
| 插曲   | 《記憶》（國語）         | 雷頌德         | 陳冠鏘 |                                     |        | 方力申、孫儷 |

## 獎項
| 頒獎典禮                      | 獎項                 | 名字   | 結果 |
| ----------------------------- | -------------------- | ------ | ---- |
| Channel V全球華語榜中榜頒獎禮 | 香港區最佳電影男演員 | 鄭中基 | 獲獎 |

## 各地電影分級制度
| 國家／地區 | 級別 |
| ---------- | ---- |
| 香港       | IIA  |
| 台灣       | 輔   |
| 馬來西亞   | PG13 |

## 外部連結
- 中國新浪網官方網站 - 機器俠
- 香港美亞娛樂官方網站 - 機器俠 （页面存档备份，存于）
- Yahoo奇摩電影上《機器俠》的資料（繁體中文）
- MSN娛樂上《機器俠》的資料（繁體中文）

- 開眼電影網上《機器俠》的資料（繁體中文）
- 香港影庫上《機器俠》的資料（繁體中文）
- 豆瓣电影上《機器俠》的資料 （简体中文）
- 时光网上《機器俠》的資料（简体中文）
- AllMovie上《機器俠》的资料（英文）
- 爛番茄上《機器俠》的資料（英文）
- 互联网电影数据库（IMDb）上《機器俠》的资料（英文）